# Пољска на Европском првенству у атлетици у дворани 2015.
Пољска је учествовала на 33. Европском првенству у дворани 2015 одржаном у Прагу, Чешка, од 5. до 8. марта. Ово је било тридесет треће европско првенство у атлетици у дворани од његовог оснивања 1970. на којем је Пољска учествовала, односно учествовала је на свим првенствима до данас. Репрезентацију Пољске представљало је 44 спортиста (27 мушкараца и 17 жена), који су се такмичили у 22 дисциплине (13 мушких и 9 женских).
На овом првенству Пољска је заузела 7 место по броју освојених медаља са 1 златном, 2 сребрне и 4 бронзане медаље.У табели успешности према броју и пласману такмичара који су учествовали у финалним такмичењима (првих 8 такмичара) Пољска је са 18 учесника у финалу заузела 4 место са 83 бода. Поред освојених медаља такмичари из Пољске постигли су и  следеће резултате: оборен је 1 национални, 2 европска јуниорска и 10 лична рекорда и остварили 4 најбоља резултата сезоне.
| Пл. | Земља  | 1. место | 2. место | 3. место | 4. место | 5. место | 6. место | 7. место | 8. место | Бр. фин. Бод. |
| --- | ------ | -------- | -------- | -------- | -------- | -------- | -------- | -------- | -------- | ------------- |
| 4.  | Пољска | 1 - 8    | 2 - 14   | 4 - 24   | 4 - 20   | 1 - 4    | 3 - 9    | 1 - 2    | 2 - 2    | 18 - 83       |

## Учесници
| Мушкарци: - Камил Крински — 60 м - Ремигиуш Олжевски — 60 м - Лукаш Кравчук — 400 м, 4 x 400 м - Рафал Омелко — 400 м, 4 x 400 м - Карол Залевски — 400 м, 4 x 400 м - Камил Гурдак — 800 м - Karol Konieczny — 800 м - Марћин Левандовски — 800 м - Шимон Кравчук — 1.500 м - Артур Островски — 1.500 м - Кжиштоф Зебровски — 1.500 м - Матеуш Демчишак — 3.000 м - Лукаш Паршчињски — 3.000 м - Доминик Бохенек — 60 м препоне - Дамјан Чикјер — 60 м препоне - Патрик Добек — 4 x 400 м - Андреј Јарош — 4 x 400 м - Јакуб Кржевина — 4 x 400 м - Адријан Стшалковски — Скок удаљ - Адријан Свидерски — Троскок - Силвестер Беднарек — Скок увис - Пјотр Лисек — Скок мотком - Роберт Собера — Скок мотком - Конрад Буковицки — Бацање кугле - Рафал Ковнатке — Бацање кугле - Јакуб Шишковски — Бацање кугле - Павел Висјолек — седмобој | Жене: - Марика Попович — 60 м - Ева Свобода — 60 м - Малгожата Холуб — 400 м, 4 x 400 м - Јустина Свјенти — 400 м, 4 x 400 м - Синтија Елвард — 800 м - Јоана Јозвик — 800 м - Ангелика Ћихоцка — 1.500 м - Катажина Броњатовска — 1.500 м - Рената Плиш — 1.500 м - Софија Енуји — 3.000 м - Каролина Колечек — 60 м препоне - Јоана Линкевич — 4 x 400 м - Моника Шчешна — 4 x 400 м - Урсула Домел — Скок увис - Јустина Каспжицка — Скок увис - Камила Лићвинко — Скок увис - Паулина Губа — Бацање кугле |  |

## Освајачи медаља (7)

### Злато (1)
- Марћин Левандовски — 800 м

### Сребро (2)
| - Карол Залевски, Рафал Омелко, Лукаш Кравчук, Јакуб Кржевина — 4 x 400 м | - Ангелика Ћихоцка — 1.500 м |

### Бронза (4)
| - Рафал Омелко — 400 м - Пјотр Лисек — Скок мотком | - Јоана Линкевич, Малгожата Холуб, Моника Шћешна, Јустина Свјенти — 4 x 400 м - Камила Лићвинко — Скок увис |

## Резултати

### Мушкарци
| Атлетичар           | Дисциплина   | Лични рекорд | Квалификације     | Квалификације | Полуфинале            | Полуфинале           | Финале                | Финале       | Детаљи |
| Атлетичар           | Дисциплина   | Лични рекорд | Резултат          | Место         | Резултат              | Место                | Резултат              | Место        | Детаљи |
| ------------------- | ------------ | ------------ | ----------------- | ------------- | --------------------- | -------------------- | --------------------- | ------------ | ------ |
| Камил Крински       | 60 м         | 6,69         | 6,68 КВ, ЛР       | 3. у гр. 4    | 6,69                  | 5. у гр. 2           | Нису се квалификовали | 16 / 36 (37) |        |
| Ремигиуш Олжевски   | 60 м         | 6,63         | 6,66 КВ           | 3. у гр. 3    | 6,66                  | 4. у гр. 3           | Нису се квалификовали | 11 / 36 (37) |        |
| Лукаш Кравчук       | 400 м        | 46,37        | 47,14 КВ          | 2. у гр. 6    | 46,71 КВ              | 2. у гр. 2           | 46,31 ЛР              | 4 / 32 (33)  |        |
| Рафал Омелко        | 400 м        | 46,28        | 46,95 КВ          | 2. у гр. 4    | 47,52 КВ              | 1. у гр. 3           | 46,26 ЛР              |              |        |
| Карол Залевски      | 400 м        | 46,25        | 47,24 КВ          | 1. у гр. 1    | 46,84                 | 3. у гр. 1           | Није се квалификовао  | 7 / 32 (33)  |        |
| Камил Гурдак        | 800 м        | 1:47,88      | 1:50,76           | 3. у гр. 7    | Није се квалификовао  | Није се квалификовао | Није се квалификовао  | 30 / 40      |        |
| Karol Konieczny     | 800 м        | 1:48,17      | 1:49,65 КВ        | 1. у гр. 6    | 1:50,96               | 5. у гр. 1           | Није се квалификовао  | 11 / 40      |        |
| Марћин Левандовски  | 800 м        | 1:45,41      | 1:48,56 КВ        | 1. у гр. 2    | 1:50,10 КВ            | 1. у гр. 3           | 1:46,67               |              |        |
| Шимон Кравчук       | 1.500 м      | 3:41,64      | 3:51,72           | 5. у гр. 3    |                       |                      | Није се квалификовао  | 26 / 28      |        |
| Артур Островски     | 1.500 м      | 3:41,36      | 3:40,24 КВ, ЛР    | 2. у гр. 1    | 3:44,98               | 9 / 28               |                       |              |        |
| Кжиштоф Зебровски   | 1.500 м      | 3:41,49      | 3:49,76           | 7. у гр. 2    | Нису се квалификовали | 22 / 28              |                       |              |        |
| Матеуш Демчишак     | 3.000 м      | 7:57,09      | 8:09,30           | 10. у гр. 2   | Нису се квалификовали | 22 / 25              |                       |              |        |
| Лукаш Паршчињски    | 3.000 м      | 7:49,26 НР   | 7:52,57 КВ        | 4. у гр. 1    | 7:50,11 ЛРС           | 7 / 25               |                       |              |        |
| Доминик Бохенек     | 60 м препоне | 7,63         | 7,79 КВ           | 2. угр. 1     | 7,73                  | 8. угр. 1            | Нису се квалификовали | 13 / 27 (28) |        |
| Дамјан Чкер         | 60 м препоне | 7,67         | 7,73 кв           | 4. у гр. 3    | 7,75                  | 6. угр. 2            | Нису се квалификовали | 15 / 27 (28) |        |
| Лукаш Кравчук       | 4 х 400 м    | 3:03,01 НР   |                   |               |                       |                      | 3:02,97 НР            |              |        |
| Рафал Омелко        | 4 х 400 м    | 3:03,01 НР   |                   |               |                       |                      | 3:02,97 НР            |              |        |
| Карол Залевски      | 4 х 400 м    | 3:03,01 НР   |                   |               |                       |                      | 3:02,97 НР            |              |        |
| Патрик Добек        | 4 х 400 м    | 3:03,01 НР   |                   |               |                       |                      | 3:02,97 НР            |              |        |
| Андреј Јарош        | 4 х 400 м    | 3:03,01 НР   |                   |               |                       |                      | 3:02,97 НР            |              |        |
| Јакуб Кржевина      | 4 х 400 м    | 3:03,01 НР   |                   |               |                       |                      | 3:02,97 НР            |              |        |
| Адријан Стшалковски | Скок удаљ    | 8,18 НР      | 7,70              | 12.           |                       |                      | Нису се квалификовали | 12 / 23 (24) |        |
| Адријан Свидерски   | Троскок      | 16,75        | 16,12             | 12.           | 12 / 21               |                      | Нису се квалификовали |              |        |
| Силвестер Беднарек  | Скок увис    | 2,30         | 2,24              | 9.            | 9 / 26 (27)           |                      | Нису се квалификовали |              |        |
| Пјотр Лисек         | Скок мотком  | 5,90 НР      | 5,70              | 6.            | 5,85                  |                      |                       |              |        |
| Роберт Собера       | Скок мотком  | 5,81         | 5,70              | 1             | 5,80                  | 4 / 20 (23)          |                       |              |        |
| Конрад Буковицки    | Бацање кугле | 20,02        | 20,46 кв, ЛР, ЕЈР | 5             | 20,46 =ЛР             | 6 / 27 (33)          |                       |              |        |
| Рафал Ковнатке      | Бацање кугле | 20,07        | 19,68             | 12            | није се квалификовао  | 12 / 27 (33)         |                       |              |        |
| Јакуб Шишковски     | Бацање кугле | 20,55        | без пласмана      | без пласмана  | није се квалификовао  | није се квалификовао |                       |              |        |

#### Седмобој
| Дисциплина   | Павел Висјолек | Павел Висјолек | Павел Висјолек | Павел Висјолек | Павел Висјолек | Павел Висјолек |
| Дисциплина   | Лич. рек.      | Рез.           | Бод.           | Плас.          | Укупно         | Плас.          |
| ------------ | -------------- | -------------- | -------------- | -------------- | -------------- | -------------- |
| 60 м         | 7,07           | 7,03 ЛР        | 872            | 7.             | 872            | 7.             |
| Скок удаљ    | 7,27           | 7,63 ЛР        | 967            | 2.             | 1.839          | 3.             |
| Бацање кугле | 14,22          | 14,32 ЛР       | 748            | 6.             | 2.587          | 3.             |
| Скок увис    | 2,07           | 1,98           | 785            | 6.             | 3.372          | 3.             |
| 60 препоне   | 8,10           | 8,13           | 949            | 10.            | 4.321          | 5.             |
| Скок мотком  | 4,84           | 4,50           | 760            | 12.            | 5.081          | 9.             |
| 1.000 м      | 2:41,39        | НС             |                |                |                |                |
| Укупно       | 5.986          |                |                |                | НЗ             |                |

### Жене
| Атлетичарка          | Дисциплина   | Лични рекорд | Квалификације | Квалификације | Полуфинале            | Полуфинале            | Финале                | Финале       | Детаљи |
| Атлетичарка          | Дисциплина   | Лични рекорд | Резултат      | Место         | Резултат              | Место                 | Резултат              | Место        | Детаљи |
| -------------------- | ------------ | ------------ | ------------- | ------------- | --------------------- | --------------------- | --------------------- | ------------ | ------ |
| Марика Попович       | 60 м         | 7,31         | 7,34 КВ       | 4. у гр. 2    | 7,38                  | 7. у гр. 2            | Није се квалификовала | 21 / 37 (38) |        |
| Ева Свобода          | 60 м         | 7,21         | 7,24 КВ       | 2. у гр. 1    | 7,22 кв               | 4. у гр. 1            | 7,20 ЕЈР, ЛР          | 8 / 37 (38)  |        |
| Малгожата Холуб      | 400 м        | 52,92        | 53,31         | 4. у гр. 1    | Није се квалификовала | Није се квалификовала | Није се квалификовала | 13 / 28      |        |
| Јустина Свјенти      | 400 м        | 52,13        | 53,74 КВ      | 2. у гр. 3    | 53,53                 | 5. у гр. 2            | Није се квалификовала | 9 / 28       |        |
| Синтија Елвард       | 800 м        | 2:02,94      | 2:05,68       | 5. у гр. 1    | Није се квалификовала | Није се квалификовала | Није се квалификовала | 18 / 20      |        |
| Јоана Јозвик         | 800 м        | 2:00,01      | 2:04,50 КВ    | 1. у гр. 3    | 2:08,47               | 3. у гр. 2            | 2:02,45               | 4 / 20       |        |
| Ангелика Ћихоцка     | 1.500 м      | 4:06,44      |               |               |                       |                       | 4:10,53               |              |        |
| Катажина Броњатовска | 1.500 м      | 4:09,01      | 4:12,71       | 4 / 11        |                       |                       |                       |              |        |
| Рената Плиш          | 1.500 м      | 4:07,10      | 4:16,96       | 8 / 11        |                       |                       |                       |              |        |
| Софија Енуји         | 3.000 м      | 8:53,22      | 9:04,29 КВ    | 3. у гр. 2    |                       |                       | 8:56,77               | 6 / 18 (19)  |        |
| Каролина Колечек     | 60 м препоне | 8,07         | 8,13 кв       | 4. у гр. 1    | 8,05                  | 7. у гр. 1            | Није се квалификовала | 12 / 25 (26) |        |
| Малгожата Холуб      | 4 х 400 м    | 3:28,95 НР   |               |               |                       |                       | 3:31,90               |              |        |
| Јустина Свјенти      | 4 х 400 м    | 3:28,95 НР   |               |               |                       |                       | 3:31,90               |              |        |
| Јоана Линкевич       | 4 х 400 м    | 3:28,95 НР   |               |               |                       |                       | 3:31,90               |              |        |
| Моника Шчешна        | 4 х 400 м    | 3:28,95 НР   |               |               |                       |                       | 3:31,90               |              |        |
| Урсула Домел         | Скок увис    | 1,92         | 1,87          | 11.           |                       |                       | Није се квалификовала | 11 / 22      |        |
| Јустина Каспжицка    | Скок увис    | 1,97         | 1,94 КВ, ЛРС  | 1.            | 1,94 =ЛРС             | 6 / 22                |                       |              |        |
| Камила Лићвинко      | Скок увис    | 2,02 НР      | 1,94 КВ       | 5.            | 1,94                  |                       |                       |              |        |
| Паулина Губа         | Бацање кугле | 17,79        | 17,73 кв, ЛРС | 4.            | 17,47                 | 5 / 14 (15)           |                       |              |        |